# Лукас Кокинос
Лукас Кокинос (на гръцки: Λούκας Κόκκινος) е капитан на Гръцката въоръжена пропаганда в Македония в началото на XX век.

## Биография
Кокинос е роден през 1878 година в гревенското село Радосинища, тогава в Османската империя, днес Мегаро, Гърция, или в Радовище, днес Родия. Остава неграмотен. Кокинос става един от първите дейци на гръцката въоръжена пропаганда в Македония и в 1904 година заедно с Павел Киров, Атанасиос Гумас и Адамантиос Манос от Спилео превежда четата на Павлос Мелас през Кожани, Сятища и Богатско към Костурско. Работи с Панайотис Фьотакис, Андонис Зоис и Христос Цолакопулос в Мариово.
Заедно с четата на Стефанос Дукас (капитан Малиос) от Корча действа в Гревенско, където работи срещу появяващата се румънска пропаганда, която се стреми да откъсне арумънските села от гърцизма.
След това се завръща в Костенарията и напада село Осничани (Кастанофито) заедно с капитаните Малиос и Зисис Верос. На 20 декември/2 януари 1905/06 Кокинос заедно с Андонис Влахакис (капитан Лицас) напада село Езерец, като изгарят две къщи и убиват няколко души от селската милиция. На 1/14 януари съединените чети на Лицас и Лукас отново нападат Езерец, но андартите са отблъснати от четата на Митре Влаха и селската милиция, като дават осем убити и един ранен.
След смъртта на капитан Лицас при неуспешното нападение на Осничани на 7 май 1906 година Кокинос оглавява четата му и действа с нея в Костурско срещу четите на ВМОРО. През лятото на 1906 Кокинос заедно с Вангелис Влахас напада и изгаря село Езерец. След това действа в Костенарията с четата на Григорис Фалиреас. Ранен е на 14 юни 1907 година в сражение при Лехово и се лекува в селото.
В 1911 година Кокинос убива румънеещите се власи, убили гревенския митрополит Емилиан Лазаридис.
В 1912 година подпомага с четата си настъплението на гръцките войски в Балканската война. Умира в Гревена в 1913 година от туберкулоза. В родното му село му е издигнат паметник.